# Лазар Колишевски
Лазар Колишевски (Свети Никола, 12. фебруар 1914 — Скопље, 6. јул 2000), учесник Народноослободилачке борбе, друштвено-политички радник СФР Југославије и СР Македоније, јунак социјалистичког рада и народни херој Југославије. У периоду од 1945. до 1953. године обављао је функцију председника Владе НР Македоније, а 1980. године је био први председник Председништва СФР Југославије после смрти Јосипа Броза Тита.

## Биографија
Рођен је 12. фебруара 1914. године у граду Свети Николе. Рано је остао без родитеља, па је завршио у сиротишту у Битољу, где је завршио четири разреда гимназије. Из Битоља је отишао у Војно-технички завод у Крагујевцу, где је учио машинбраварски занат, а такође је завршио нижи и виши течај Војно-занатске школе.
Учећи занат у Крагујевцу, нашао се међу радницима који су припадали радничком покрету, и комунистима, што је имало пресудан утицај на његово животно опредељење. Као осамнаестогодишњак, постао је члан СКОЈ-а 1932. године, а 1935. члан Комунистичке партије Југославије. Веома се брзо истакао у раду синдиката и као партијски активиста у заводу и у граду. Тада је био биран за секретара партијског комитета у заводу, а затим и за организационог секретара Окружног комитета КПЈ за Крагујевац. Октобра 1940. године, биран је за делегата на Петој земаљској конференцији КПЈ.
Почетком 1941. године, Покрајински комитет КПЈ за Србију послао га је у Смедеревску Паланку са задатком да окупи тамошње комунисте и помогне формирање партијске организације. Док се налазио на тим пословима, дошло је до напада фашистичких сила на Југославију, априла 1941. године. Тих га је дана квислиншка полиција, као познатог комунисту, ухапсила, али је он убрзо побегао из затвора.
У време припрема за оружани устанак против окупатора, Централни комитет КПЈ га је упутио у Македонију са задатком да среди односе у руководству КПЈ за Македонију, којим је управљао тадашњи секретар Покрајинског комитета за Македонију, Методије Шаторов. Шаторов је отцепио партијску организацију у Македонији од КПЈ, припојивши је Бугарској радничкој партији (комуниста), у чему му је помогао бугарски Централни комитет. Шаторов је смењен и искључен из КПЈ, а у септембру је за секретара Покрајинског комитета изабран Лазар Колишевски, који је постао и руководилац Покрајинског војног штаба за организовање партизанских одреда.
Новембра 1941. године, бугарски фашисти успели су да ухапсе Колишевског. Након мучења у затвору, са још неколицином ухапшеника осуђен је на смрт. Пошто су то биле прве смртне пресуде у окупираној Македонији, међу народом су изазвале огорчење. Зато су партијске организације у Прилепу, Куманову и Светом Николи успеле да организују масовне демонстрације народа против злостављања заробљеника и смртних пресуда, па су окупатори били принуђени да смртне казне осуђенима замене доживотном робијом. Са групом осуђеника Колишевски је најпре спроведен у Скопље, а затим у Плевен.
Док се налазио у затвору, његови партијски другови су га, марта 1943. године, изабрали за секретара Централног комитета Комунистичке партије Македоније, затим за већника Другог заседања АВНОЈ-а, новембра 1943, а потом и за већника Првог заседања АСНОМ-а, августа 1944. године. У затвору је остао до 7. септембра 1944. године, све док снаге Отаџбинског фронта нису ослободиле Бугарску.
После рата налазио се на разним значајним функцијама у СР Македонији и СФРЈ као што су председник Извршног већа СР Македоније, Собрања Македоније, секретар Извршног комитета ЦК СК Македоније, члан ЦК СКЈ, председник савезног одбора ССРНЈ од 1963. до 1967. године и члан Председништва СКЈ. Биран је за посланика Републичке и Савезне скупштине свих сазива од 1945. до 1967. године. Године 1967. биран је за члана Савета федерације.
У мају 1974. је изабран за члана Председништва ЦК СКЈ и члана Председништва СФРЈ. Када је умро Јосип Броз Тито 4. маја 1980. године, Колишевски је био потпредседник Председништва и постао је председник, а на тој дужности остао је само до 15. маја 1980. године када га је заменио представник СР БиХ Цвијетин Мијатовић.
Непосредно пред смрт, сав свој лични архив и колекцију књига предао је Архиву Македонске академије наука и уметности.
Преминуо је 6. јула 2000. године у Скопљу.
Носилац је Партизанске споменице 1941. и других југословенских одликовања. Орденом народног хероја одликован је 30. јула 1952. године.
Написао је неколико значајних расправа и студија:
- „За некои актуелни стопански прашања“
- „За актуелните задачи на Сојузот на комунистите на Македонија во борбата за изградба на социјализмот“
- „Македонска стварност и стране аспирације“
- „Аспекти на македонското прашање“ и др.

## Галерија
- Спомен-плоча испред зграде у Охриду у којој је бугарски суд осудио Колишевског и другове због дизања устанка
- Споменик у родном граду Свети Николе